# Yé Yé
Yé Yé is de vierde (en laatste) lp van de Belgische rockgroep T.C. Matic uit 1985.

## Tracklist
1. Cook Me
2. Who's That Girl
3. Act Like a Dog
4. Chi Boem
5. Elle Adore le Noir
6. Pauvre Con
7. Fed My Dreams
8. Let Me Out
9. I'm a Man
10. Get Wet

## Meewerkende artiesten
- Jean-Marie Aerts (gitaar, elektrische gitaar)
- Ferre Baelen (basgitaar)
- Jimmi Bellmartin (achtergrondzang)
- Rudy Cloet (drums)
- Serge Feys (klavier)
- Arno Hintjens (harmonica, zang)
- Chris Joris (percussie)
- Kaz Lux (achtergrondzang)
- Michael Peet (basgitaar)